# Ahmed II

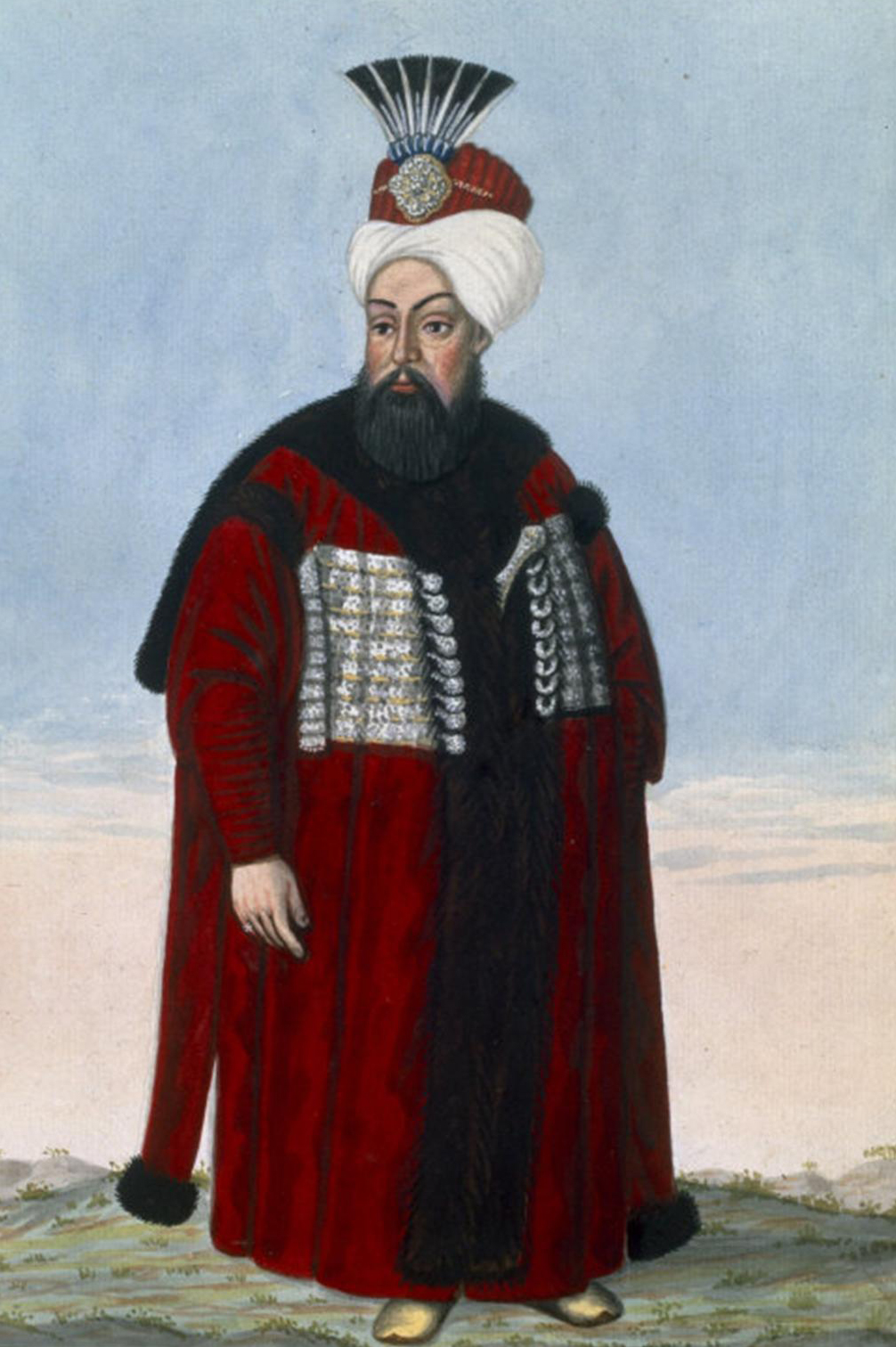
Ahmed II.

Ahmed II (25 de febrero de 1643 – 1695) fue sultán del Imperio otomano. Ahmed era hijo de Sultán Ibrahim I y sucedió a su hermano Suleiman II en 1691.

## Reinado
Durante su corto período de reinado, el sultán Ahmed II dedicó la mayor parte de sus esfuerzos a las guerras contra los Habsburgo y a la política exterior relacionada con asuntos gubernamentales y económicos. Una de las decisiones políticas más importantes que tomó fue la reforma fiscal y la introducción del impuesto de agricultura (malikane). Solo unas semanas después de su ascensión al trono del Imperio Otomano sufrió una derrota aplastante en la Batalla de Slankamen por parte de los austríacos bajo el mando del Margrave Luis Guillermo de Baden-Baden y fue expulsado de Hungría.
Una de las características más significativas de su reinado fue su dependencia de Köprülüzade Fazil Mustafá Pasha, al cual le otorgó el cargo de Gran Visir después de su ascensión al trono. Cuando este último ascendió al cargo de Gran Visir, ordenó ejecutar a decenas de funcionarios y los reemplazó por hombres más leales a él que a Ahmed. Durante el reinado de Ahmed se revisó el sistema tributario mediante un ajuste a las capacidades de los contribuyentes afectados por las últimas guerras. También reformó la movilización de tropas y aumentó la reserva de reclutas para el ejército con la colaboración de las tribus de los Balcanes y Anatolia. En el año 1690 perdió la ciudad de Belgrado, un punto clave por la confluencia de los ríos Danubio y Sava, a manos de los Habsburgo.
En junio del año 1692, los Habsburgo conquistaron Arad, en Rumania, que formaba parte del Imperio Otomano desde el año 1660. Tres años más tarde, sus tropas intentaron recuperar la ciudad de Arad, pero el intento fue en vano. En el año 1695 con la caída de Gyulia, el único territorio de Hungría que todavía se encontraba en manos del Imperio Otomano, perdieron la guerra. Tres semanas después, el 6 de febrero de 1695, Ahmed II falleció en el Palacio de Edirne, agotado por la enfermedad y el dolor.

## Matrimonio y descendencia
Ahmed II se casó con Rabia Sultan y tuvo cuatro hijos:
- Sehzade Ibrahim (6 de octubre de 1692 – 4 de mayo de 1714), hermano gemelo de Selim, se convirtió en Príncipe Heredero el 22 de agosto de 1703.
- Sehzade Selim (6 de octubre de 1692 – 15 de mayo de 1693), hermano gemelo de Ibrahim.
- Asiye Sultan (24 de diciembre de 1693 – 9 de diciembre de 1695).

- Atike Sultan, (nació y murió el 21 de octubre de 1694).[4]